# Słowińcy

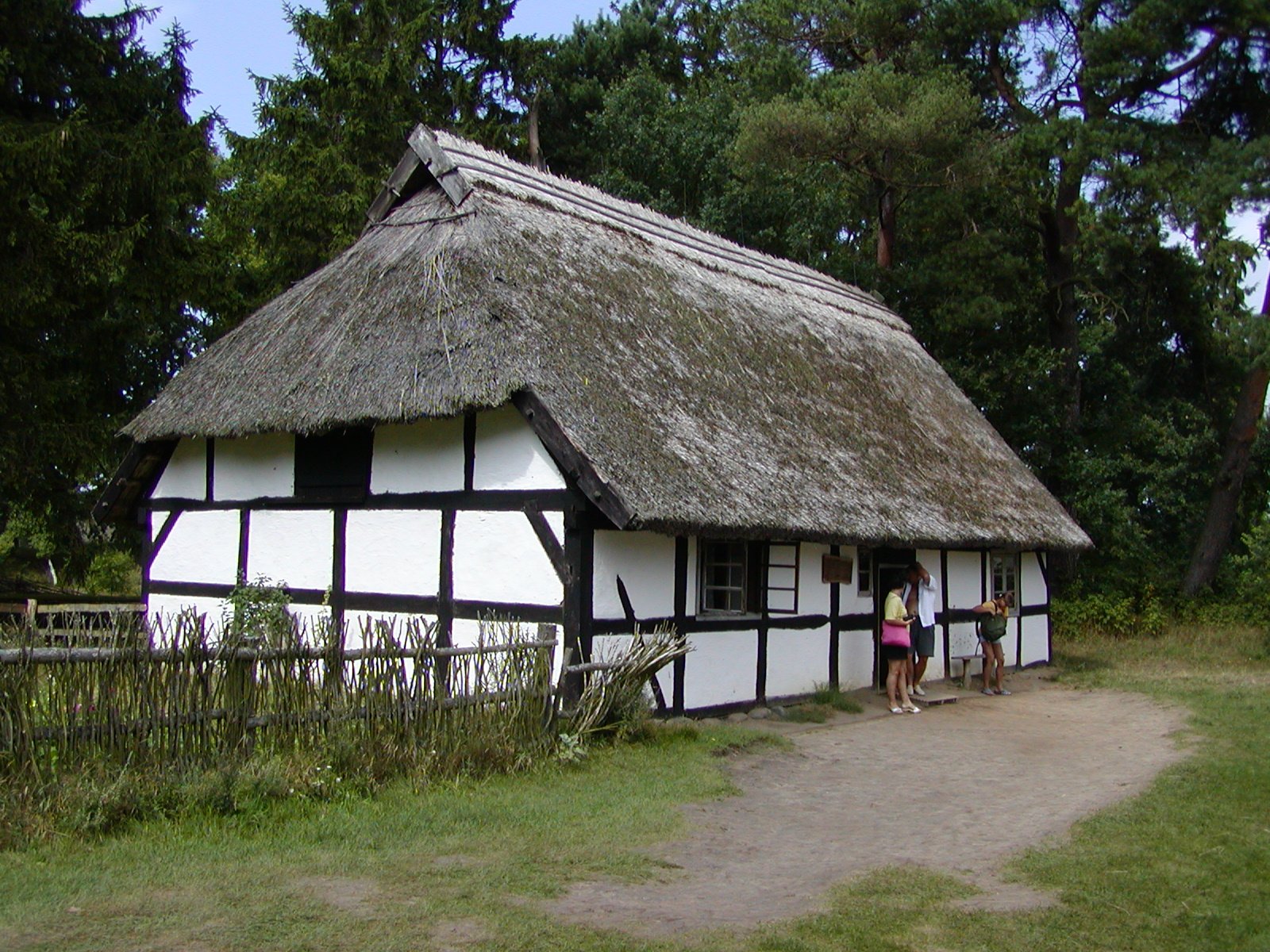
Kluki

Słowińcy (kasz. Słowińcë) lub Kaszubi Nadłebscy – historyczna grupa etnograficzna, będąca w istocie odłamem ludności kaszubskiej, zamieszkującej do lat po drugiej wojnie światowej tereny nad jeziorami Gardno i Łebsko (północno-zachodnia część województwa pomorskiego). Posługiwali się oni gwarą słowińską, wchodzącą w skład dialektu północnokaszubskiego języka kaszubskiego. W ukształtowaniu wyznaniowym Słowińców wyraźną większość stanowili luteranie.

## Nazwa
Słowińcy sami siebie nazywali Kaszubami, nazwa ta jest więc wyrazem o pochodzeniu bliżej nieznanym, chociaż według niektórych autorów egzoetnonimem o proweniencji niemieckiej. Nazwa "Słowińcy" została przypisana tej grupie przez rosyjskiego etnografa Aleksandra Hilferdinga, który zapożyczył tę nazwę od Karla Gottloba von Antona, względnie od pastora A.T. Kummera z Gardny Wielkiej (1835). Niektórzy badacze jednak utrzymują, że nazwa ta jest znacznie starsza niż XVIII wiek. Nazwa "Kaszubi (nad)łebscy" ('Lebakaschuben'), często przypisywana Słowińcom, także pochodzi ze źródeł niemieckich (1821).

## Historia

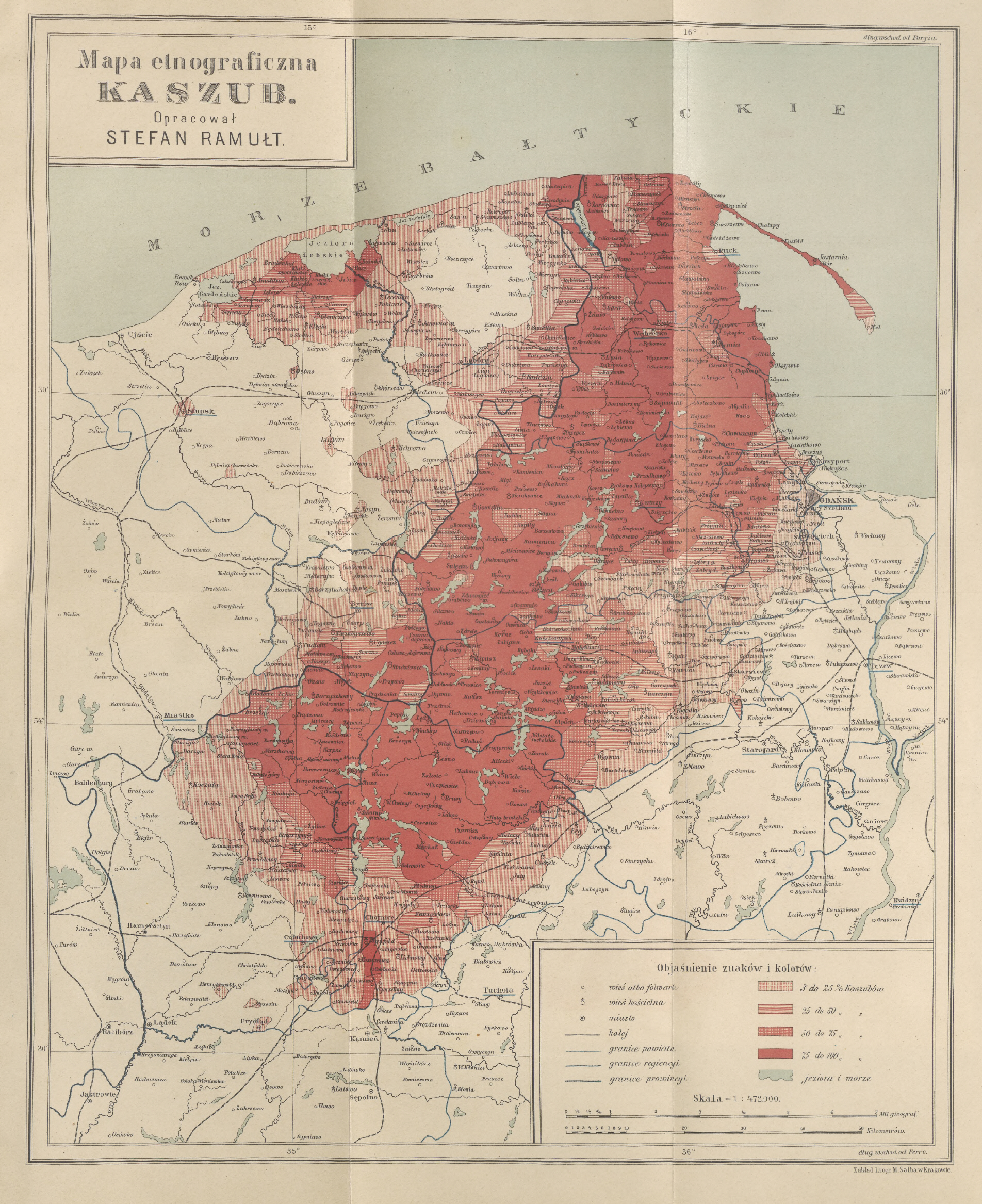
Stefan Ramułt, Mapa etnograficzna Kaszub, 1899

Od XVIII wieku Słowińcy ulegali naciskom germanizacyjnym, np. stopniowo w kolejnych wsiach wprowadzano nakaz prowadzenia nabożeństw w języku niemieckim.
W 1945 roku liczebność Słowińców szacowano na ok. 2 tys. osób, głównie we wsiach: Kluki, Izbica, Główczyce, Smołdzino, Gardna Wielka i Mała, Wicko, Rowy i Cecenowo. Nieurodzajne gleby i bogate w ryby jezioro Łebsko spowodowały, że mężczyźni głównie zajmowali się rybactwem.
Po roku 1945 Słowińcy, traktowani jako zamieszkujący przed wojną ziemie niemieckie i posługujący się językiem niemieckim Niemcy, byli szykanowani i wysiedlani. Wielu z nich zmuszono do emigracji do Niemiec. Znaczna liczba znalazła się w obozie przesiedleńczym w dzielnicy Hamburga, Finkenwerder; osiedlając się później w kilku sąsiadujących ze sobą dzielnicach miasta i pobliskich wsiach. Nie wszyscy jednak zostali wysiedleni; dzięki różnym zabiegom udało się zatrzymać migrację ludności ze wsi Kluki – około 100 osób, jednak w większości wyemigrowali oni do Niemiec w latach 70. XX w.

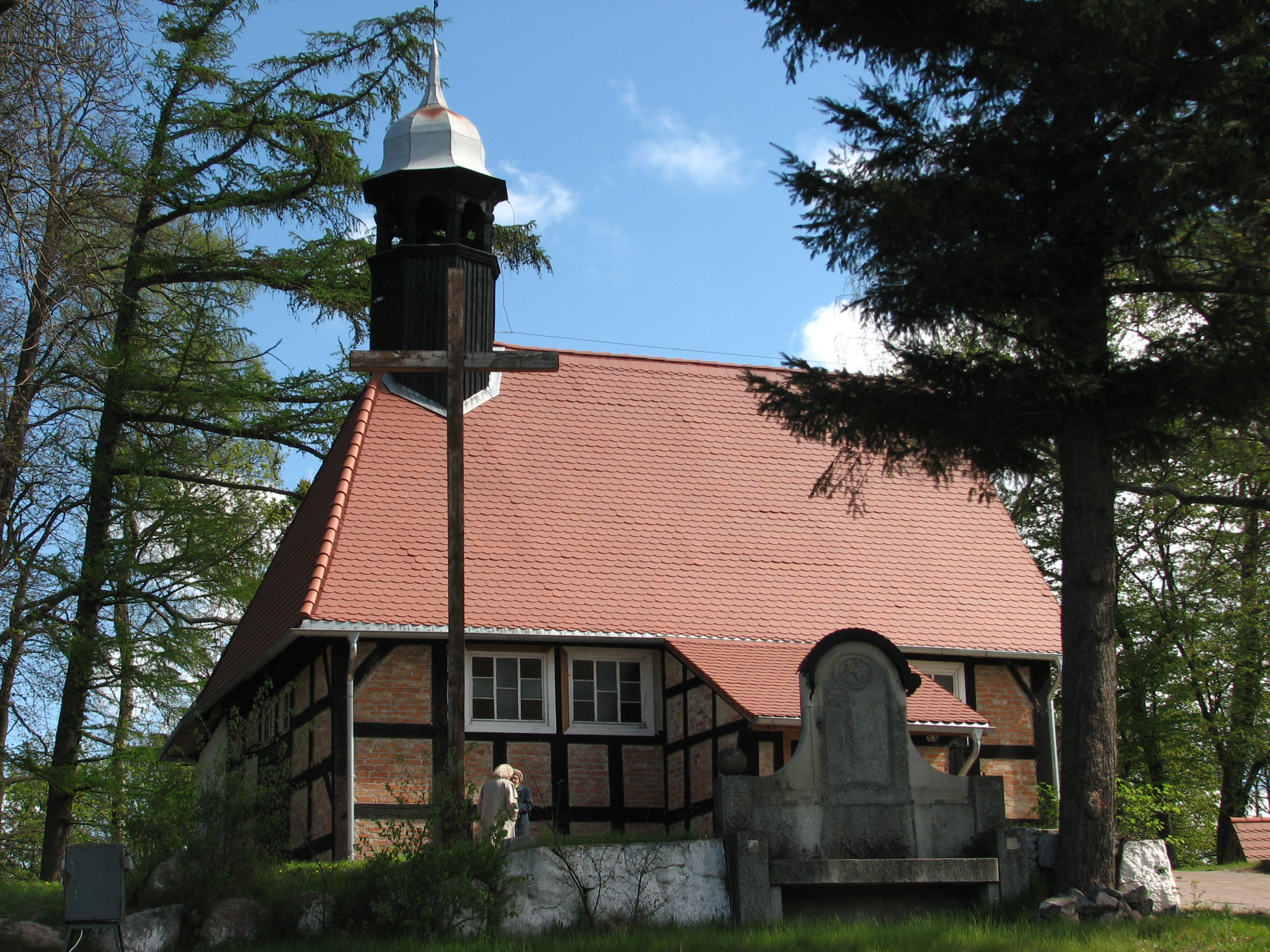
Dawny zbór ewangelicki w Objazdzie obecnie kościół pw. Matki Boskiej Częstochowskiej.

Jednym z głównych powodów emigracji Słowińców z Kluk, po początkowym wysiedleniu części niezweryfikowanych mieszkańców w latach 40., był ustawiczny konflikt z grupą przesiedleńców, której przewodzili członkowie ORMO: Antoni Korczyński (kierownik punktu połowowego) oraz Michał, Alfred i Kazimierz Woronko. Grupa ta ciesząc się poparciem komendanta lokalnego posterunku MO w Gardnie Wielkiej oraz kierownika działu społeczno-administracyjnego powiatowej Rady Narodowej w Słupsku, Koguta, regularnie szykanowała autochtonicznych mieszkańców Kluk, dopuszczając się rozbojów i kradzieży. W związku ze skargami mieszkańców w 1953 roku grupa warszawskich redaktorów, zainteresowanych problemem Słowińców, skierowała do kancelarii prezydenta Bolesława Bieruta oraz na ręce sekretarza KC PZPR Edwarda Ochaba petycję z prośbą o usunięcie z Kluk Korczyńskiego i Woronki, jako głównych sprawców zajść we wsi, na skutek których ludność słowińska występowała o zezwolenie na wyjazd do Niemiec. Petycja ta, jak i następne skierowane do Ministerstwa Państwowych Gospodarstw Rolnych, premiera Józefa Cyrankiewicza oraz Ministerstwa Bezpieczeństwa Publicznego, nie odniosły żadnego skutku. Jedynie na skutek interwencji Tadeusza Bolduana oraz Stanisława Rzeżuchowskiego u szefa Wydziału Śledczego w Komendzie Głównej Milicji Obywatelskiej udało się tymczasowo usunąć Korczyńskiego z ORMO z odebraniem broni włącznie. Komendant powiatowy MO w Słupsku w raporcie do Komendy Głównej informował o łamaniu prawa w Klukach i skierowaniu przezeń spraw o znamionach przestępstw do prokuratury, w której były one blokowane.
Kolejne interwencje i skargi Związku Kaszubskiego i Towarzystwo Rozwoju Ziem Zachodnich kierowane w latach 1957–1960 do Ministerstwa Spraw Wewnętrznych i Komitetu Centralnego PZPR nie przyniosły rozwiązania problemu. W 1958 zmarł Michał Woronko, a w latach 60. większość autochtonicznych mieszkańców Kluk wyemigrowała do RFN. W 1974 pozostało tylko 5 osób. Do Niemiec wyemigrował wówczas także Antoni Korczyński żonaty ze Słowinką oraz Kazimierz Woronko żonaty z Irmą z domu Barnow.
Współcześnie Słowińcy i ich potomkowie czują się Niemcami, jedynie dzieci pochodzące z małżeństw mieszanych czują się także Polakami. Tylko ci drudzy przyznają się do nazwy „Słowińcy”. Wielu byłych mieszkańców Kluk odwiedza Kluki i spotyka się na dorocznych zjazdach.
Badania językoznawcze Friedhelma Hinzego nad nazewnictwem rybackim dialektu słowińskiego języka pomorskiego, przeprowadzone w Meklemburgii, dokumentują obecność Słowińców po przesiedleniu, posługujących się na pewno szczątkowo swoim językiem, na terenie dawnej NRD. W Polsce pozostało niewielu z nich. Materialne ślady ich istnienia (architektura ludowa, wyposażenie wnętrz, sztuka ludowa itp.) zostały zgromadzone w skansenie Muzeum Wsi Słowińskiej w Klukach, położonym na terenie Słowińskiego Parku Narodowego.

## Literatura
- Tadeusz Bolduan, Losy społeczne i polityczne Słowińców w Klukach w latach 1945-1975. Próba oceny., w: Studia kaszubsko-słowińskie, Łeba 1992
- Mariusz Filip, Od Kaszubów do Niemców. Tożsamość Słowińców z perspektywy antropologii historii, Poznań 2012, ISBN 978-83-63795-09-2)
- Aleksandr Hilferding, Остатки славян на южном берегу Балтийского Моря, Sankt-Petersburg 1862 (wyd. polskie Resztki Słowian na południowym wybrzeżu Morza Bałtyckiego, tłum. Nina Perczyńska, oprac. Jerzy Treder, Gdańsk 1989, ISBN 83-85011-57-9)
- Friedhelm Hinze(inne języki), Slovinzische Fischzugnamen von Garder See in Hinterpommern. Nachleben und Ethymologie slovinzische Namen., w: Zeitschrift für Slavistik XV 1970, Heft 3.
- Friedrich Lorentz Slovinzisches Wörterbuch, I-II, St.Petersburg 1908-1912
- Dr. Nadmorski (Józef Łęgowski), Słowniczek gwary słowińskiej; w: Połabianie i Słowińcy, Wisła, XVI, z.II, marzec-kwiecień 1902
- Małgorzata Mastalerz-Krystjańczuk, Ludność rodzima znad jezior Łebsko i Gardno w publicystyce polskiej w latach 1960-1989, „Przegląd Zachodniopomorski”, 2017, s. 167–190, DOI: 10.18276/pz.2017.3-09, ISSN 0552-4245 [dostęp 2023-08-15] (pol.).
- Hanna Popowska-Taborska, Przysięgi słowińskie z Wierzchocina, Wrocław-Warszawa-Kraków 1961, w: Słowińcy, ich język i folklor
- Hanna Popowska-Taborska, Uwagi o języku Perykop smołdzińskich, Kraków 1968, w: Język Polski, Kraków, XLVIII 1968, Nr 1
- Leon Roppel, Nazwy terenowe słowińskiej wsi Kluki na podstawie mapy F. Pallasa z 1926 r., RG XXI 1962
- Słownik gwarowy tzw. Słowińców kaszubskich, pod. red. Zenona Sobierajskiego, Warszawa 1997, Slawistyczny Ośrodek Wydawniczy, ISBN 83-86619-17-1
- Zygmunt Szultka, Studia nad rodowodem i językiem Kaszubów, Gdańsk 19892
- Franz Tetzner(inne języki), Die Slovinzen und Lebakaschuben. Land und Leute, Haus und Hof, Sitten und Gebräche, Sprache und Literatur im östlichen Hinterpommern, Berlin 1899